# Carovigno
Carovigno község (comune) Olaszország Puglia régiójában, Brindisi megyében.

## Fekvése
Brindisitől északnyugatra fekszik, a Salento területén.

## Története
A települést az ókorban a messzápok alapították, erre utalnak a feltárt városfalak és az egykori akropolisz romjai. Neve valószínűleg a görög karpene-ből ered, melynek jelentése gyümölcsöző, utalva a vidék kiváló termőtalajaira. A rómaiak Carbinának nevezték, a középkorban Carvineo néven volt ismert. A Nyugatrómai Birodalom bukása után a közeli Brindisi fennhatósága alá került. A bizánciak, vizigótok, longobárdok, szaracénok is uralták, majd a normannok érkezésével a 12. században, a Szicíliai Királyság része lett. A következő évszázadokban feudális birtok volt. Önálló községgé a 19. század elején vált, amikor a királyságban felszámolták a feudalizmust. 

## Népessége
A népesség számának alakulása:

## Főbb látnivalói
- Castello Dentice di Frasso - 15-16. században épült erőd.
- Terra - a girbegurba utcák által átszelt középkori városközpont, számos 15-16. századi építménnyel.